# Acrophobe
Acrophobe è il secondo album in studio del gruppo musicale statunitense Bad Astronaut, pubblicato nel 2001.

## Descrizione
L'album nasce come semplice registrazione delle canzoni della band nata dalla voglia dei tre componenti tornare a suonare insieme. Joey e Derrick sono amici di infanzia ed hanno suonato insieme a lungo nei Lagwagon finché in Derrick non abbandonò il gruppo nel 1995 durante il tour di Hoss. Marko Desantis (chitarrista dei Nerf Herder, uno dei gruppi di punta della MyRecords, label indipendente di Joey Cape) era nella formazione originale dei Section8, gruppo da cui sono nati i Lagwagon.
Il CD comprende due cover: Needle in The Hay (Elliot Smith) e 500 Miles (Hedy West). Durante la fase di registrazione i tre sentirono il bisogno di aggiungere altri strumenti alle tracce. Angus Cooke (Violoncello) e Todd Capps (Tastiere) prendono parte al lavoro ed entrano nella band. Il primo è un caro amico dei tre (ha formato con Derrick gli Ataris) mentre il secondo faceva parte della prima garage punk band di Cape, i Chemikill.
L'album ricorda nelle sonorità i Lagwagon, in particolare in pezzi come Greg's Estate, Logan's Run, Unlucky Stuntman, alla fine della quale troviamo una telefonata di Derrick.

## Tracce
1. Greg's Estate – 3:01
2. Anecdote – 2:47
3. Grey Suits – 2:19
4. Quiet – 1:10
5. 500 Miles – 1:30
6. Needle in the Hay – 3:54
7. Only Good for A.. – 2:47
8. Deformed – 2:45
9. Logan's Run – 2:43
10. Unlucky Stuntman – 8:56